# Крајиновић
Крајиновић је српско и хрватско презиме. Значајни људи са овим презименом су:
- Филип Крајиновић (1992), српски тенисер
- Никола Крајиновић (1999), хрватски фудбалер